# SN 1997X
SN 1997X – supernowa typu Ic odkryta 1 lutego 1997 roku w galaktyce NGC 4691. W momencie odkrycia miała maksymalną jasność 13,50m.